# Peter Wilhelm Lund
Peter Wilhelm Lund (Copenhague, 14 de junho de 1801 – Lagoa Santa, 25 de maio de 1880) foi um dos naturalistas dinamarqueses mais notáveis do século XIX, e é considerado o pai da paleontologia e arqueologia no Brasil. Após ter-se mudado definitivamente para o Brasil em 1833, fez extraordinárias escavações em grutas calcárias no vale do Rio das Velhas, em Minas Gerais durante 10 anos, descrevendo minuciosamente a fauna de mamíferos dessa região e as mudanças ambientais que aconteceram desde o Pleistoceno.
Em sua obra-prima, A Origem das Espécies, Charles Darwin menciona a admirável coleção de ossadas fósseis recolhidas nas cavernas do Brasil por Lund, que se encontra no Museu de História Natural da Dinamarca, em Copenhague.
Lund era primo do filósofo Søren Kierkegaard e do bispo Peter Kierkegaard.

## Vida
Nasceu de uma próspera família de camponeses da parte central da Jutlândia e diplomou-se em Medicina pela Universidade de Copenhague em 1824. Grande estudioso de Botânica e Zoologia, viajou para o Brasil, estabelecendo-se no Rio de Janeiro e realizando várias excursões nessa província entre 1825 e 1829. Nestas excursões, coletou grande quantidade de material botânico e zoológico, que enviava, em parte, para o Museu de História Natural da Dinamarca.

Em 1829 retornou à Europa, doutorando-se pela Universidade de Kiel, e visitou universidades europeias, incluindo Berlim, Dresden, Praga, Viena, Roma e o Museu de História Natural de Paris, onde frequentou  cursos de Georges Cuvier, ministrados no Collège de France, aderindo, profundamente, ao catastrofismo daquele naturalista francês.

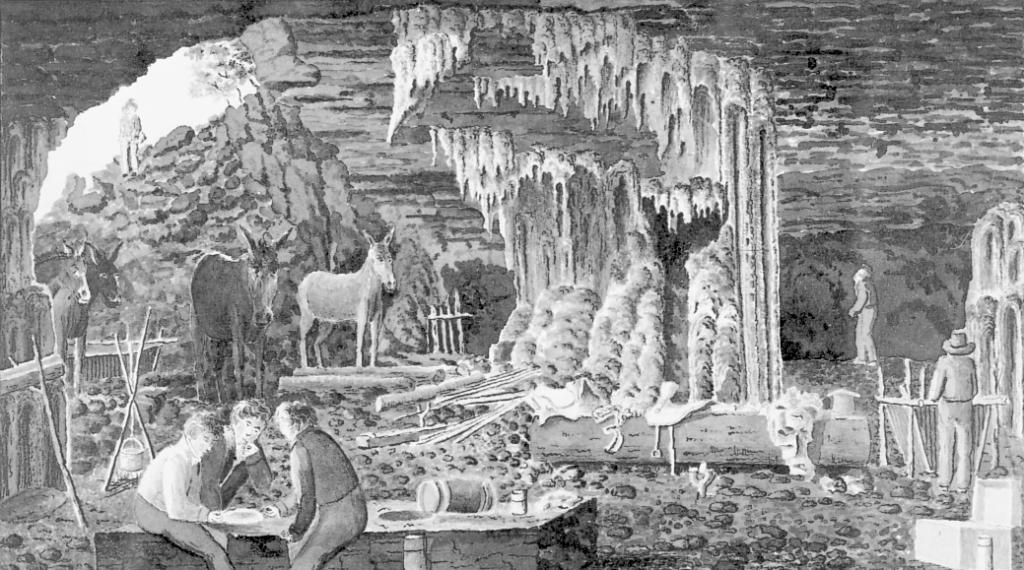
Peter Lund e colaboradores trabalhando em uma caverna

Em 1833, voltou definitivamente ao Brasil e ao lado do botânico Ludwig Riedel, viajou pelo Rio de Janeiro, São Paulo, Goiás e Minas Gerais. O resultado dos estudos botânicos promovidos nesta expedição foram publicados em Observações a respeito da vegetação dos campos no interior do Brasil, especialmente fito-históricas, de 1835. Em Curvelo, Minas Gerais, encontrou outro dinamarquês, Peter Claussen, que o apresentou às grutas da região cárstica do vale do Rio das Velhas. Decidiu estabelecer residência em Lagoa Santa e estudou uma enormidade de fósseis encontrados nas centenas de cavernas entre Sabará e Curvelo. Dedicou-se também às pesquisas arqueológicas. Estudou as montanhas da Serra do Espinhaço, recolheu material e remeteu-os para a Sociedade Real de Antiquários do Norte, em Copenhague, junto com um memorial sobre o assunto.

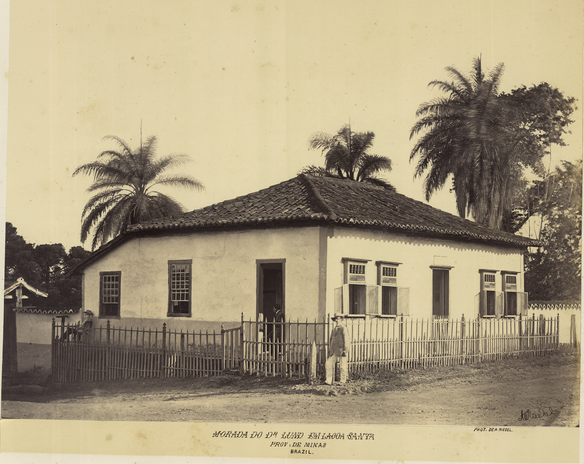
Residência de Lund em Lagoa Santa, entre 1868-1869

Ao longo dos anos, a sua maior preocupação foi com a curadoria de sua coleção, a cargo do zoólogo Johannes Theodor Reinhardt (1816–1882). Ele também recebeu a visita de jovens naturalistas europeus, com destaque para o botânico Eugenius Warming (1841-1924). Além das visitas do Imperador Pedro II e do Duque de Saxe, filho da Rainha Vitória. O estudo completo de sua coleção, E Museo Lundii, só seria publicado pelos curadores desta na Dinamarca, em 1888.
Em 1845, alegando falta de recursos, Lund terminou repentinamente o trabalho nas cavernas. Ele empacotou e doou a sua vasta coleção, com cerca de 20 mil itens, para o rei Cristiano VIII da Dinamarca. Um único exemplar de crânio humano encontrado por ele permanece no Brasil, no IHGB. Permaneceu em Lagoa Santa pelo resto da vida. No início de 1880, Lund ficou doente e morreu de forma tranquila em 25 de maio. O enterro ocorreu com muita música tocando durante todo o cortejo até o cemitério e toda população da cidade de Lagoa Santa seguiu o caixão.

## Realizações
Em 1842, segundo um relato seu, já tinha explorado mais de 200 cavernas na região e descrito 115 espécies de animais - entre os quais o célebre tigre de dentes de sabre (Smilodon populator). Em 1843 encontrou na região vestígios de homens pré-históricos, cujos estudos definiram as características daquele que ficaria conhecido posteriormente como o Homem de Lagoa Santa.[carece de fontes?]

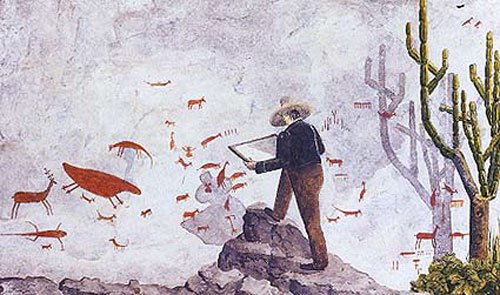
Lund examinando pinturas rupestres, Peter Andreas Brandt.

Os trabalhos de Lund levaram à identificação de 150 espécies de mamíferos que habitavam a região desde o Pleistoceno, fazendo de Lagoa Santa a região mais bem conhecida do Brasil em termos de fauna de mamíferos. As descobertas de fósseis humanos levaram Lund, em 1842, a escrever uma carta ao Instituto Histórico e Geográfico Brasileiro, publicada naquele mesmo ano e intitulada “Sobre a antiguidade do homem de Lagoa Santa”, onde ele discutiu se aquelas ossadas fósseis, uma vez que se encontravam em estratos geológicos que também continham fósseis da fauna extinta. Esta constatação contrariava a premissa do catastrofismo de Georges Cuvier, de que as faunas extintas por catástrofes ocorridas em diferentes momentos, não poderiam estar contidas no mesmo estrato geológico. Esta anomalia na teoria catastrofista levou-o a um questionamento desta teoria, que pode ter contribuído para a súbita interrupção dos trabalhos de Lund. Uma tese de doutorado recente, baseada na imensa coleção de cartas de Lund depositada na Biblioteca Real de Copenhague, conclui que Lund encerrou suas pesquisas de campo abruptamente devido à falência de uma lavra de ouro em Sabará (MG), da qual era um dos sócios.

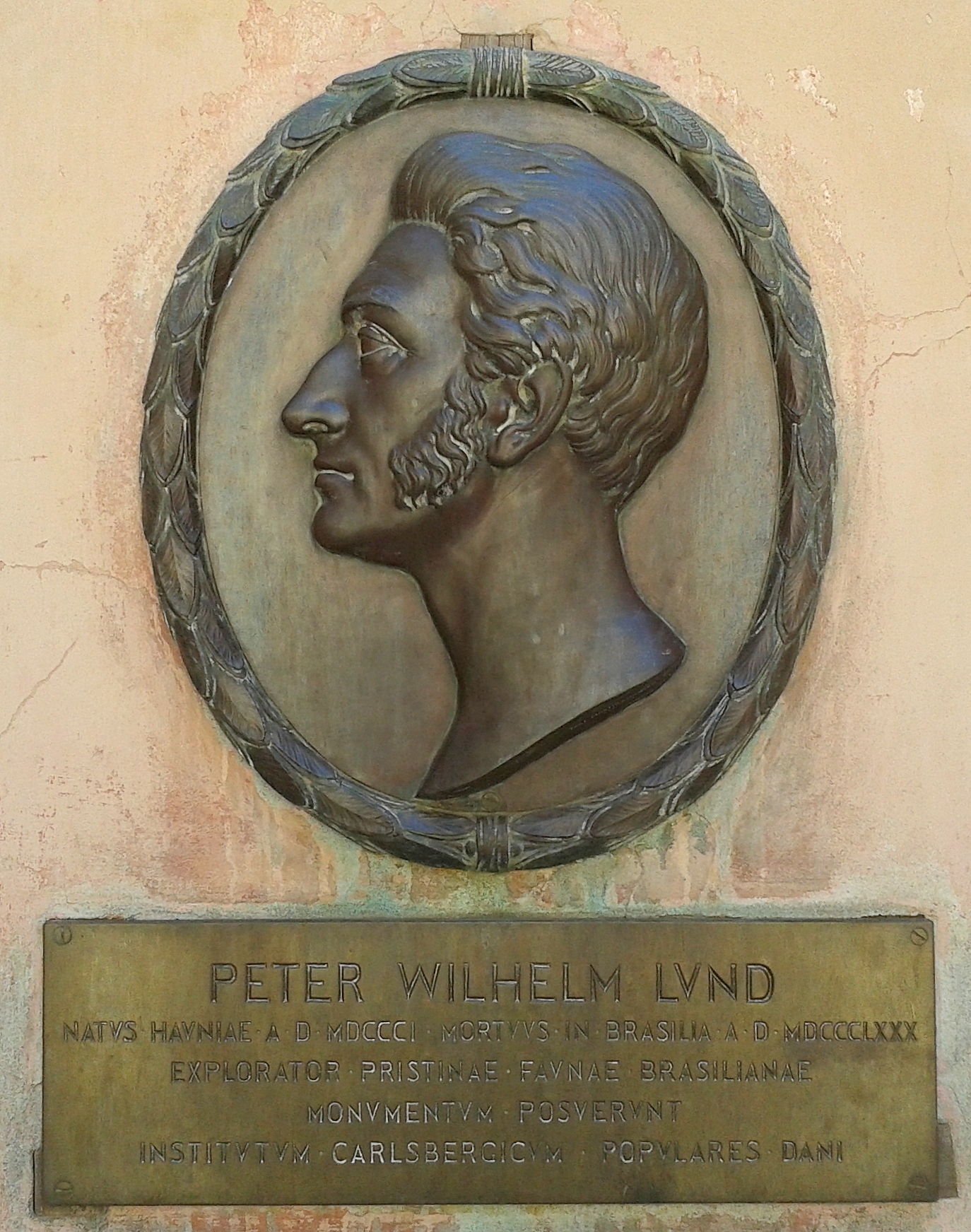
Placa em homenagem a Lund no Museu Nacional, Universidade Federal do Rio de Janeiro.

## Homenagens
Peter Lund tem vários táxons nomeados em sua homenagem, dentre eles o gênero de roedor semi-aquático Lundomys e a espécie de rato-de-espinho arborícola Phyllomys lundi.
Peter Lund também possui uma rua, situada no bairro da Liberdade, em São Paulo, denomidada "Rua Doutor Lund", batizada em sua homenagem.
Em 2012, o príncipe Frederik André Henrik Christian e a princesa Mary Elizabeth da Dinamarca visitaram Belo Horizonte e Lagoa Santa e inauguraram do Museu Peter Lund, próximo à entrada da Gruta da Lapinha, dentro do Parque Estadual do Sumidouro.

## Obras
Publicou várias memórias em dinamarquês (E Museo Lundii), ricamente ilustradas com pinturas do norueguês Peter Andreas Brandt (1791-1862), que foram organizadas e traduzidas para o português em 1950 pelo paleontólogo Carlos de Paula Couto (1910-1982), sob o título Memórias sobre a Paleontologia Brasileira.
Entre seus trabalhos, Lund escreveu a história do Pleistoceno brasileiro. Entre sua vasta obra, pode-se destacar:
- Vista da fauna do Brasil anterior à última revolução geológica;
- Cavernas calcárias existentes no interior do Brasil, contendo algumas delas ossadas humanas;
- Relatório sobre vertebrados do Brasil;
- Sobre os animais carbonizados no Brasil na época geológica atual e anterior;
- Anotações sobre os últimos exames e descobertas em cavernas do Brasil.